# Skietshamjoki (vattendrag i Finland)
Skietshamjoki är ett vattendrag i Finland.   Det ligger i landskapet Lappland, i den norra delen av landet, 900 km norr om huvudstaden Helsingfors.